# ثيوفانو
ثيوفانو (اليونانية:Θεοφανώ؛ح.955 - 15 يونيو 991)؛ وأيضا تكتب بـ ثيوفانيا (Θεοφάνια) أو ثيوفانا؛ كانت إمبراطورة رومانية مقدسة من خلال زواجها من أوتو الثاني، وأيضا أصبحت الوصاية على ابنها أوتو الثالث بين عام 983 حتى وفاتها في 991.
ربما ثيوفانو تكون ابنة شقيق إمبراطور الروم الشرقية يوحنا زيمسكي؛ اسمها مشتق من عبارة اليونانية الوسيطة ثيوفانيا (Θεοφάνεια) التي تعني «ظهور إلهي» (ثيوفاني).

## الذرية
- أديلايد الأولى، أميرة كفيدلينبورغ وغاندرسهايم الراهبة. ولدت بين عامي 974/973 وتوفيت في 1045.
- صوفيا الأولى، راهبة غاندرسهايم وإيسن، ولدت في 975 وتوفيت في 1039.
- ماتيلدا، ولدت في صيف 978 وتوفيت في 1025، تزوجت من إتسو، كونت بلاطين من لوثارينجيا.
- أوتو الثالث، إمبراطور روماني مقدس، ولد نهاية يونيو أو أوائل يوليو 980.
- ابنة هي توأم أوتو؛ توفيت قبل 8 أكتوبر 980.